# Сералин, Мухамеджан
Мухамеджан Сералин (каз. Мұхаметжан Сералин; 1872, Урнек — 8 ноября 1929, Урнек, КазАССР) — поэт, публицист, журналист.

## Биография
Родился в 1872 году в нынешнем Карабалыкском районе Костанайской области. Происходит из рода Ходжа. По линии матери был потомком татарской купеческой семьи Яушевых.
Получил начальное образование у аульного муллы, позже учился в медресе Троицка. В 1891 году окончил 2-классную русско-татарскую школу в Костанае. Поступил в оренбургское училище, однако не смог учиться там из-за материального положения.
В 1911—1913 был главным редактором журнала «Айкап». В 1919—1921 работал в газете «Ұшқын». В 1921—1922 председатель Шубарской волости. 1922—1923 — заместитель председателя Костанайского губисполкома.
В 1923—1926 был редактором газеты «Ауыл».
Умер в 1929 году в родном селе.

## Творчество
Творческую деятельность Сералина можно разделить на два периода: первый связан с журналом «Айкап», где опубликовано около 40 публицистических статей и очерков, продолживших традиции казахских просветителей-демократов. В 1918—1926 годах (второй период) Сералин опубликовал в газетах «Ұшқын», «Ауыл», «Еңбекші қазақ» более 20 статей, в которых поднимал вопросы политики, культуры, народного хозяйства. В первой историко-реалистической поэме «Топжарған» (1900) наряду с казахским бытом воспроизвёл эпизоды восстания Кенесары Касымова в XIX веке против Российской империи. Поэма «Гүлқашима» (1903) посвящена трагической любви юноши и девушки, ставших жертвами старых обычаев. Главная заслуга Сералина как поэта связана с утверждением в казахской литературе жанра сюжетной поэмы. Сералин перевёл на казахский язык поэму «Рустам и Сухраб» (с вольного перевода В. А. Жуковского) из эпопеи «Шахнаме» Фирдоуси (1911), повесть «Полынь» А. С. Сорокина (1915).

## Память
- В 2005 году памятник Мухамеджану Сералину был установлен в Карабалыке.